# Baluarte-Brücke
Die Baluarte-Brücke ist eine Schrägseilbrücke im Norden Mexikos. Das 1142 Meter lange Bauwerk ist Teil der Autobahn, welche die Küstenstadt Mazatlán am Pazifik mit dem Bundesstaat Durango verbindet. Sie führt über die rund 400 Meter tiefe Schlucht des Río Baluarte und wurde mit 402,5 Metern Höhenunterschied zwischen Talsohle und Fahrbahn im Januar 2012 offiziell als höchste Schrägseilbrücke der Welt in das Guinness-Buch der Rekorde aufgenommen. Die Konstruktion wurde 2007 begonnen und im Herbst 2012 fertiggestellt. Im Zuge der 200-Jahr-Feiern der Unabhängigkeit Mexikos wurde die Brücke für den Autoverkehr freigegeben. Das Investitionsvolumen betrug rund zwei Milliarden Pesos (rund 116 Millionen Euro). Der höchste Pylon ist 169 Meter hoch, die Spannweite beträgt 520 Meter. Über die 16 Meter breite Brücke führen vier Fahrstreifen.
2016 wurde sie von der 565 m hohen Beipanjiang-Brücke (G 56) in China als höchste Schrägseilbrücke der Welt abgelöst.